# Fröbelstraße (Dresden)
Die Fröbelstraße ist eine Innerortsstraße im Dresdner Stadtteil Friedrichstadt. Sie ist benannt nach dem Pädagogen Friedrich Fröbel (1782–1852), der zwei Jahre in Dresden wirkte.

## Verlauf

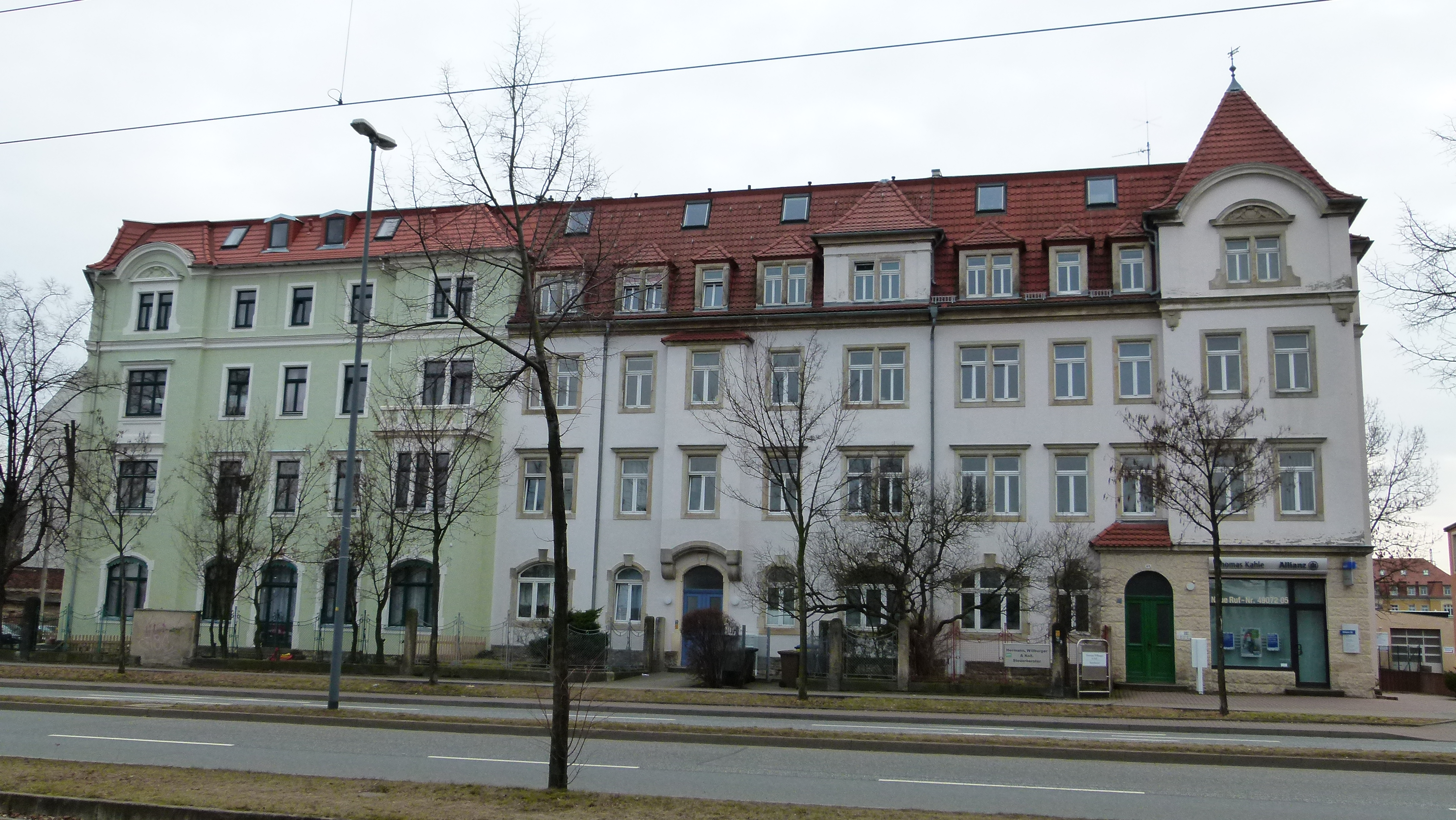
Gebäude Fröbelstraße 47–49

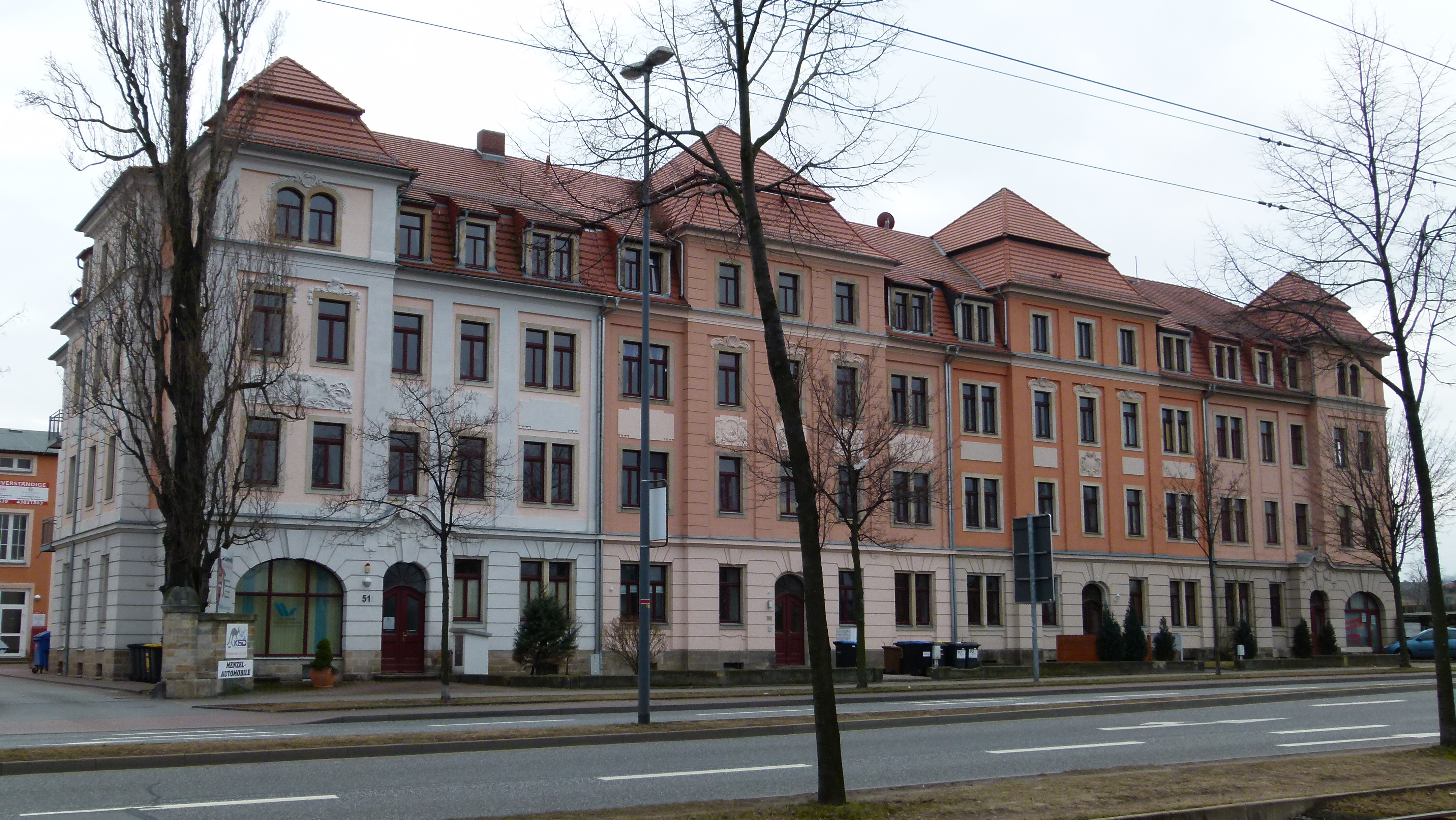
Gebäudezeile Fröbelstraße 51–57

Die Fröbelstraße beginnt an der Floßhofstraße und kreuzt wenige Meter weiter die Löbtauer Straße, die durch das Verbinden des Stadtteils Löbtau mit dem Stadtzentrum eine wichtige innerstädtische Verbindungsstraße ist. Von dort aus verläuft die Fröbelstraße zunächst in nordwestlicher Richtung und schlägt einen weitläufigen Bogen, bis sie in südwestlicher Richtung verläuft. In diesem Abschnitt werden die Behring- und die Gambrinusstraße gekreuzt. Nach etwa 400 Metern hat die zweistreifige Fröbelstraße eine Kreuzung mit Semmelweis-, Cottaer und Waltherstraße. Hier biegt die Staatsstraße 73 von der Waltherstraße kommend in die Fröbelstraße ein.
In ihrem weiteren Verlauf ist die Fröbelstraße vierstreifig ausgebaut. Sie überquert im Kreuzungsbereich mit dem Emerich-Ambros-Ufer (Äußerer Stadtring) die Weißeritz und führt als Bundesstraße 173 in südwestlicher Richtung weiter. Vor der Einmündung in den Bramschtunnel zweigen nördlich und südlich der Straße Verbindungen ab, die den Verkehr auf die Lübecker Straße in das untertunnelte Wohnviertel leiten.

## Geschichte
Die Fröbelstraße wurde 1887 als Querstraße zur Löbtauer Straße angelegt. Zunächst verlief sie nur von der heutigen Behringstraße bis zur heutigen Floßhofstraße, die damals beide noch nicht existierten. In Richtung Südosten endete die Straße am damaligen Verlauf der Weißeritz; auf der anderen Seite des Flusses befand sich dort der Kohlenbahnhof. Nach Bau des  Bahnhofs Dresden-Friedrichstadt  bis 1894 wurde die Fröbelstraße Mitte der 1890er Jahre bis zum Emerich-Ambros-Ufer verlängert. In den 1920er Jahren kam es zur weiteren Verlängerung bis an die Lübecker Straße und damit zur Zerteilung einer 1917 errichteten Kleingartenanlage auf dem Gebiet der ehemaligen „Drescherhäuser“.
Die Fröbelstraße war überwiegend mit Wohnhäusern bebaut. Es gab zwei Schulen an der Straße. Diese meisten dieser Gebäude wurden im Zweiten Weltkrieg zerstört, nur wenige, heute denkmalgeschützte Gebäude blieben verschont. Nach Kriegsende wurde die Fröbelstraße in identischem Verlauf wieder aufgebaut.
Im Zuge der Bauarbeiten zur Westumfahrung Dresdens kam es nach der Wende zu einem Ausbau der Straße insbesondere zwischen Lübecker und Waltherstraße. Ab 1999 wurde die Verkehrsführung für die Anbindung des Bramschtunnels so geändert, dass die Fröbelstraße direkt in diesen mündet und die Verbindung zur Lübecker Straße nur noch über die Abzweigungen in beiden Richtungen hergestellt wird.
Heute befinden sich an der Straße sechs eingetragene Kulturdenkmale.

## Verkehr
Zwischen der Einmündung der Cottaer Straße und dem Bramschtunnel verläuft die Strecke der Dresdner Straßenbahnlinie 2 (Kleinzschachwitz–Gorbitz) entlang der Fröbelstraße. Sie hat dort die Haltestelle „Semmelweisstraße“.